# Musée Cantini
Pour les articles homonymes, voir Cantini.
Le musée Cantini est un musée situé au 19 de la rue Grignan à Marseille. Il abrite des collections d'art moderne et d’art contemporain que complètent celles du musée d'art contemporain de Marseille.

## L'hôtel particulier
Cet hôtel particulier est édifié en 1694 pour la Compagnie du Cap Nègre, spécialisée dans la pêche du corail sur les côtes nord de la Tunisie et dans le commerce des laines, de la cire et des cuirs.
À la suite de difficultés financières de cette compagnie, l’hôtel particulier est vendu le 1er juin 1709 à Dominique de Montgrand époux de Marguerite de Bionneau, arrière-grand-père de Jean-Baptiste-Jacques-Guy-Thérèse de Montgrand, futur maire de Marseille qui le vendit par acte du 27 février 1801 à Louis Joseph Chaudoin.
Le 18 juin 1816 Dieudonné Bernadac achète ce bâtiment qui devient ensuite en 1888 la propriété de Jules Cantini, sculpteur et important marbrier qui participa à la construction de nombreux édifices civils et religieux à Marseille sous le Second Empire.
Après avoir été loué au club des Phocéens, Cantini, amateur d'art, lègue l’immeuble à sa mort en 1916 à la ville de Marseille, à charge pour elle d’y créer un musée des arts décoratifs qui ouvre au public en 1936.

## Le musée
Le musée présentait initialement ses œuvres du XVIIe au XIXe siècle, notamment des peintres de l'école provençale du XIXe siècle, tels que Paul Guigou, Adolphe Monticelli, Émile Loubon, René Seyssaud, Félix Ziem, Maurice Bompard, Jean-Antoine Constantin, Gustave Ricard ou José Silbert.
Il s’est depuis plus particulièrement spécialisé dans l'art moderne de la première moitié du XXe siècle jusqu'aux années soixante et abrite aujourd'hui l'une des plus importantes collections publiques françaises de province couvrant la période 1900-1980, avec celles des musées de Lyon, Saint-Étienne, Grenoble ou Strasbourg.

### Les collections
Le riche panorama des œuvres présentées couvre les différentes périodes historiques de l'art moderne :

#### Pointillisme, fauvisme et cubisme

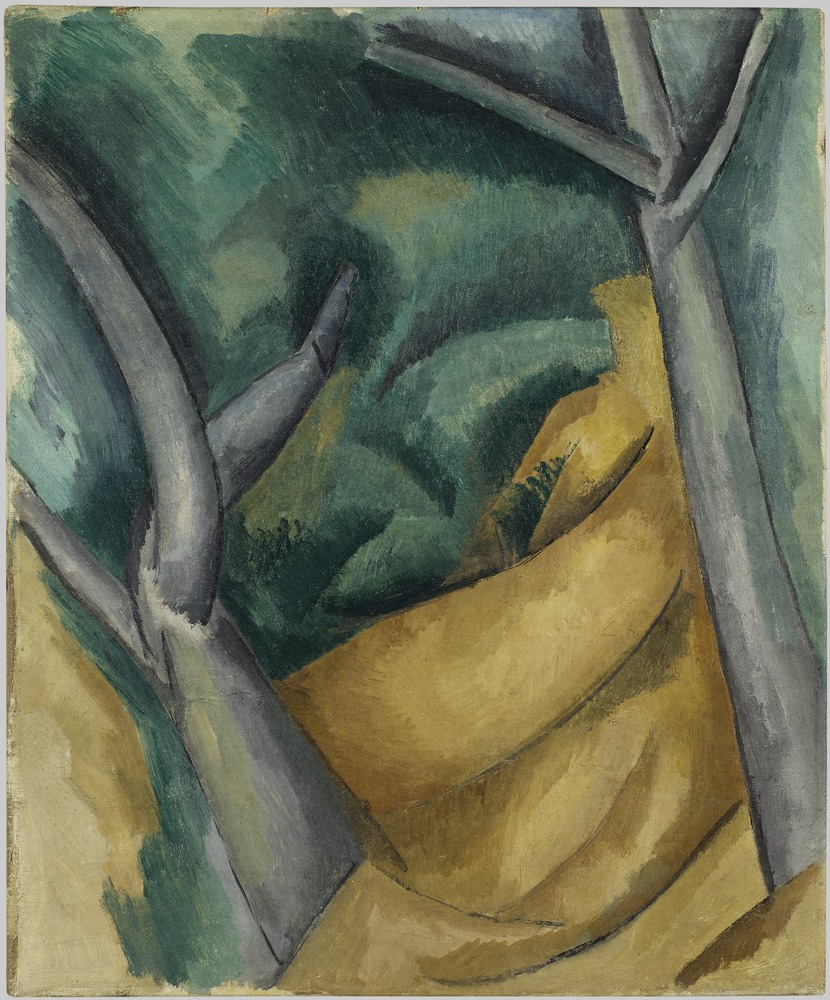
Arbres à L'Estaque, par Raoul Dufy (1908).

Le pointillisme, le fauvisme et le cubisme caractérisent l'art du début du XXe siècle.
- Henri Matisse : 1 peinture, Académie d'homme, 1900-1901 et 1 dessin ;
- Paul Signac : 2 peintures, La Corne d'or, Matin, 1907 et L'Entrée du port de Marseille, 1911 et 1 dessin ;
- André Derain : 2 peintures, Pinède, Cassis, 1907 et Vue de Saint-Maximin, 1930 et 1 dessin ;
- Auguste Chabaud : 7 peintures, dont La Femme à la cigarette, 1907-1912 ; Avions, 1912-1914 ; Chemin dans la montagnette, Chemin et ravin en Provence, Fille accueillant les spahis et Paysage provençal et 20 dessins ;
- Raoul Dufy : 9 peintures, dont Arbres à L'Estaque, La Terrasse à l'Estaque, Paysage de l'Estaque, Usine à l'Estaque, tous quatre de 1908 et L'Hôtel Sube à Saint-Tropez, 1926, 13 dessins et 1 estampe ;
- Albert Marquet : 1 peinture, Le Port de Marseille, vers 1916 et 2 dessins ;
- Charles Camoin : 5 peintures, dont Paysage bleu, Portrait d'Eva Blum, La place au manège, vers 1907 et Lola à l'ombrelle jaune, 1920 et 10 dessins ;
- Émile Othon Friesz : Paysage méditerranéen vers 1907 ;
- Albert Gleizes : 1 peinture, L'Écolier, 1924 et 1 dessin ;
- Georges Rouault : 3 estampes ;
- Louis Marcoussis : 3 estampes ;
- Louis Valtat ;
- Jacques Villon : Lutteurs, 1937 ;
- Alfred Lombard ;
- René Seyssaud : 7 peintures ;

#### L'entre-deux-guerres
L'entre-deux-guerres voit fleurir nombre de courants artistiques : art abstrait, dadaïsme, Art déco, purisme :
- Oskar Kokoschka : Le Port de Marseille, 1925 ;
- Amédée Ozenfant : Grande composition puriste, 1926 ;
- František Kupka : L'Acier boit no 2, 1927-1928 ;
- Marc Chagall : L'Ange à la palette, 1927-1936 ;
- Jules Pascin : 1 peinture, Deux dormeuses, 1928 et 2 dessins ;
- Le Corbusier : 1 peinture Harmonique périlleuse, 1931 et 1 dessin ;
- Alberto Magnelli : 1 peinture, Pierres no 2, 1932 et 1 dessin ;
- Vassily Kandinsky : Développement en brun, 1933 ;
- Moïse Kisling : Belgazou, 1933 ;
- Jean Hélion : 2 peintures, Composition verticale, 1936 et Nature morte au lapin, 1952 ;
- Michel Kikoïne : 2 peintures, Nature morte au homard et Paysage ;
- Jenny-Laure Garcin : 2 peintures, dont Les Hommes et la machine, 1932 et 5 dessins ;
- Raoul Hausmann : 10 photographies ;
- Lazlo Moholy-Nagy : 5 photographies et 3 films ;

#### Marseille et le surréalisme
Beaucoup de membres du groupe surréaliste se retrouvent à Marseille en 1940 et 1941, au moment de l'exil. Ce courant est représenté par des œuvres majeures :
- Joan Miró : 1 peinture, Peinture, 1930 et 2 estampes ;
- Max Ernst : Monument aux oiseaux, 1927 et La Fête à Seillans, 1964, 3 dessins et 19 lithographies ;
- Jacques Hérold : 3 peintures, dont Les Têtes, 1939 et La Terre, la nuit 1965 et 5 dessins ;
- André Masson : 3 peintures, Antille, 1943, Le Terrier, 1946, L'Âme de Napoléon, 1967, 11 dessins et 2 estampes ;
- Victor Brauner : 21 peintures, dont Tableau optmiste, 1943, Les Taraphs, 1945, Poichali, 1946, Autoportrait impérial, 1947 ; Figure hermétique, 1953, Couple florilège, 1956, Empreinte de la volupté, 1961, L'Emblème de l'emblémateur, 1964, L'Allusion, 1964 et Fruit nouveau, 1964 et 4 dessins ;
- Joseph Cornell : Flat sand box, 1950 ;
- Roberto Matta : 1 peinture Contra vosotros asesinos de palomas, 1950 et 1 dessin ;
- Fred Deux : 172 dessins dont 2 albums et 5 estampes ;
- Wifredo Lam : 4 dessins ;
- Jacqueline Lamba : 3 dessins ;
- André Breton : 2 dessins ;
- Hans Bellmer : 1 dessin et 1 photographie ;
- Man Ray : 30 photographies ;
- 21 dessins collectifs et cadavres exquis de André Breton, Brauner, Dominguez, Lam, Hérold et Lamba ;

L'africanisme y est représenté avec Élisabeth Faure.

#### École provençale duXIXesiècle
- François Maury : une quarantaine de peintures

#### De l'après-guerre à 1980
- Pablo Picasso : 1 peinture, Tête de femme souriante, 1943, 4 dessins et 3 estampes ;
- Francis Picabia : 1 peinture, Connaissance de l'avenir, 1949 et 1 dessin ;
- Jean Dubuffet : 6 peintures, dont Vénus du trottoir, 1946, Le Coq mort, 1947 et Brouette en surplomb I, 1964 et 1 dessin ;
- Fernand Léger : Nature morte au couteau, 1945-1949, 2 dessins et 1 estampe ;
- Nicolas de Staël : 1 peinture, Harmonie rouge, bleue et noire, 1951 et 1 dessin ;
- Jean-Paul Riopelle : Crépusculaire, 1953 ;
- Camille Bryen : Catharsigne, 1954 ;
- Alberto Giacometti : Portrait de Diego, tête noire, 1957 ;
- Roland Bierge : Nature morte à la Théière brune, 1957 ;
- Pierre Vitali : Nature morte au chandelier, 1956 ;
- Balthus : 2 peintures : Nature morte à la lampe, 1958 et Le Baigneur, 1960 ;
- Philippe Hosiasson : s.t., 1959 ;
- Jacques Villeglé : Rue de Remusat, 1959 ;
- Jean Lurçat : 2 estampes ;
- Geneviève Asse : Porte-paysage, 1960-1961 ;
- Édouard Pignon : 1 peinture, La Vague, 1961 et 1 dessin ;
- Mario Prassinos : La Fleur, 1964, Pretextat 67-1, 1967 et Arbres, 1985 ;
- Günter Fruhtrunk : Intervalles violet, 1965 ;
- Peter Saul : San Francisco no 2, 1966 ;
- Luis Feito : Diptyque no 563, 1966 ;
- Hans Hartung : 2 peintures, P.1967-A40, 1967 et T.1986-R45, 1986 ;
- Jacques Monory : For all that we see or seem a dream within a dream, 1967 ;
- Pierre Alechinsky : 1 peinture, Vulcanalogie, 1968 et 1 estampe ;
- Jean Messagier : 1 peinture, Mesdemoiselles Printemps, 1968 et 1 dessin ;
- François Rouan : Peinture tressage, 1969-1971 ;
- Raoul Ubac : 1 peinture, Terre brûlée II, 1970 et 1 estampe ;
- Olivier Debré : 1 peinture, Jardin d'ocre léger, 1970 et 2 dessins ;
- Hervé Télémaque : Les Vacances de Hegel, suite à Magritte no 1, 1971 ;
- Árpád Szenes : L'Épave, 1971 ;
- Pierre Tal-Coat : 1 peinture, Foyer, 1972 et 1 dessin ;
- Shirley Jaffe : Untitled, 1972 ;
- Claude Viallat : Empreintes bleues, vers 1972, Empreintes sur bâche irrégulière, 1979 et Toile avec empreintes, 1977 ;
- Simon Hantaï : s.t., 1973 ;
- Robert Malaval : Nénuphar, 1973 ;
- Pierre Soulages : 1 peinture, Peinture, 153 x 108 cm, 1973 et 1 dessin
- Ben Vautier : L'art est une question de nom propre, 1974 ;
- Leonardo Cremonini : Chuchotements et absence, 1972-1974 ;
- Francis Bacon : Autoportrait, 1976 ;
- Antoni Tàpies : 3 peintures, dont Châssis et chiffon mauve, 1968 et Rectangles, 1976 et 1 estampe ;
- Valerio Adami : La Caméra rouge, 1977 et Projet d'affiche, 1977 ;
- Maurice Estève : Javeleuse, 1978 ;
- Henri Michaux : 1 peinture s.t., vers 1982 et 2 dessins ;
- Alfred Manessier : 2 dessins et 1 estampe ;
- Antonin Artaud : 9 dessins ;
- Maria Helena Vieira da Silva : 2 peintures, Marseille blanc, 1931 et Le Théâtre de la vie, 1973 et 1 dessin ;
- Antonio Saura : 1 peinture, Ritva dans son fauteuil, 1985 et 1 dessin ;
- Jean-Charles Blais : s.t, huile sur bois et collage, 1986 ;
- Georg Baselitz : 3 dessins, etc.
- Le musée possède également la principale collection française de peintures du groupe japonais Gutaï avec celle du musée national d'art moderne : 
  - Jiro Yoshihara : Peinture, 1958, la seule conservée dans un musée français ;
  - Kazuo Shiraga : 3 peintures dont Monochrome B, 1953 et Tenkensei Ritlhitasaï, 1959 ;
  - Sadamasa Motonaga : Peinture, 1961 ;
  - Atsuko Tanaka : Peinture, 1962 ;
  - Akira Kanayama : Peinture, 1964 ;
  - Takesada Matsutani : s.t., 1965 ;
  - Saburō Murakami : s.t., 1965 ;
  - Shōzō Shimamoto : s.t., 1965 ;
  - Senkishiro Nasaka : s.t., 1965 ;
  - Masatoshi Masano : s.t., 1965 ;
  - Shuji Mukaï : s.t., 1965 ;
  - Yasuo Sumi : s.t., 1965 ;
  - Chiyu Uemae : s.t., 1965 ;
  - Yozo Ukita : s.t., 1965 ;
  - Tsuruko Yamazaki : s.t., 1965 ;
  - Toshio Yoshida : s.t., 1965 ;

et 4 photographies d'Aruno Utsumi.

#### Sculptures
La collection comporte aussi des sculptures, y compris du XIXe siècle :
- Antonio Canova : Portrait de Washington et Portrait de Franklin ;
- Antoine-Louis Barye : 24 sculptures, dont Amazone (duchesse d'Angoulème), Caïman et serpent, Aigle sur un rocher déchirant un héron et Chien et ours ;
- Emmanuel Frémiet : Éléphant, Singe et Grenouille ;
- Alexandre Falguière : Diane ;
- Henri Laurens : 4 sculptures dont, La Petite Stella, 1933 et La Petite musicienne, 1937 et 2 dessins ;
- Aristide Maillol : 1 sculpture, L'Île de France, 1925 et 10 dessins ;
- Pablo Gargallo : 1 sculpture, Petite star, 1927 et 1 dessin ;
- Julio Gonzalez : 2 sculptures, Tête plate, vers 1930 et Danseuse à la palette, vers 1934 et 1 dessin ;
- Victor Brauner : Nombre, 1943, Signe, 1942-1945 et Signe ;
- Jean Arp : Genèse, 1944 ;
- Germaine Richier : 2 sculptures, s.t. ;
- Louise Nevelson : Might Leaf ;
- Jean-Robert Ipoustéguy : L'Écorché, 1976 ;
- Raymond Mason : La Foule illuminée, 1979-1980 ;
- Georges Jeanclos : Adama, vers 1981 ;
- Eduardo Chillida : Stèle à Goëthe, 1982, etc.

#### Dessins et photographies
Le musée conserve, outre ceux précités, des dessins de Pierre Bonnard, Édouard Vuillard, Auguste Herbin, Edward Hopper, Victor Brauner, Oscar Dominguez, Max Jacob, Jean Fautrier, Jean Dubuffet, Giorgio Morandi, André Masson, Mark Rothko, Zoran Music, Bram van Velde, Jean Degottex, André Lanskoy, Joseph Sima, Zao Wou-Ki, Sam Francis, des estampes de Georges Braque, Alexander Calder, Serge Poliakoff, Ossip Zadkine, etc., ainsi qu'une importante collection de photographies avec Félix Nadar, Charles Marville, Gustave Le Gray, Édouard Baldus, Charles Nègre, Onésipe Aguado, Lazlo Moholy-Nagy, Raoul Hausmann, Hans Bellmer, Henri Cartier Bresson, André Kertész, Berenice Abbott, Édouard Boubat, Lucien Clergue, Marc Riboud, Martine Franck, Germaine Krull, etc.

## Fréquentation
| 2001 | 2002   | 2003   | 2004   | 2005   | 2006   | 2007   | 2008   | 2009   | 2010   | 2011   | 2012          | 2013    | 2014   | 2015   | 2016   | 2017   |
| ---- | ------ | ------ | ------ | ------ | ------ | ------ | ------ | ------ | ------ | ------ | ------------- | ------- | ------ | ------ | ------ | ------ |
| ?    | 62 268 | 34 527 | 47 323 | 27 841 | 60 228 | 36 331 | 26 854 | 76 298 | 24 353 | 23 993 | en rénovation | 100 134 | 43 512 | 27 721 | 72 803 | 38 233 |